# Ålands tekniska läroverk
Ålands tekniska läroverk är numera en del av Högskolan på Åland. År 1935 inrättades en maskinteknisk avdelning vid "Högre navigationsskolan i Mariehamn". Denna överflyttades 1981 till en egen enhet "Ålands tekniska skola", sedermera "Ålands tekniska läroverk" och numera del av Högskolan på Åland.